# چارلز فیشر (بازیکن فوتبال)
چارلز فیشر (انگلیسی: Charles Fisher؛ ۹ ژوئن ۱۸۹۹ – January 1985 (aged 85)) بازیکن فوتبال اهل بریتانیا بود.
از باشگاه‌هایی که در آن بازی کرده‌است می‌توان به باشگاه فوتبال مارگیت، باشگاه فوتبال کیدرمینستر هاریرس، باشگاه فوتبال استون ویلا، و باشگاه فوتبال برنتفورد اشاره کرد.
وی همچنین در تیم ملی فوتبال England Juniors بازی کرده‌است.